# Leonor de Castro Mello et de Meneses
Leonor de Castro Mello et de Meneses (1512 - Gandia, 27 mars de 1546), est la quatrième duchesse de Gandia. Appartenant à la grande noblesse portugaise, elle était la Camarera mayor de Palacio et l'amie intime de l'impératrice Isabelle de Portugal. Elle est la fille d'Álvaro de Castro "le Vieux", capitaine-général de l'Afrique pour le roi Manuel I de Portugal et d'Isabel de Mello Barreto et Meneses. Son frère, Rodrigo de Castro, était le gouverneur portugais de la place forte de Safí (Maroc).

## Mariage et postérité
Sur les conseils de l'impératrice Isabelle, elle épouse en 1529 François Borgia, futur duc de Gandia. De cette union naissent 8 enfants, cinq garçons et trois filles.
Leonor accompagne son mari à Grenade lors des funérailles de l'impératrice Isabelle de Portugal, mère de Philippe II d'Espagne, dont elle était la dame de confiance.
Leonor passa ses derniers jours dans le Monastère Saint-Jérôme de Cotalba, près de Gandia où elle décède le 27 mars 1546. À la mort de Leonor, son mari, François Borgia, attristé, renonce à ses biens et titres de noblesse en faveur de son fils et s'installe à Rome où il intègre en juin 1546 la Compagnie de Jésus.